# Wim Ruska
Willem Ruska dit Wim Ruska, né le 29 août 1940 à Amsterdam, et mort le 14 février 2015, est un judoka néerlandais.

## Biographie
Il ne commence le judo qu'à 20 ans mais gagne à 26 ans son premier titre européen. Il remporte ensuite deux titres olympiques, obtenus tous deux lors des Jeux olympiques de 1972 à Munich (Allemagne) : celui des poids lourds (+93 kg) et celui des toutes catégories. 
Il devient alors le premier double champion olympique de l'histoire du judo, mais son aîné et compatriote Anton Geesink avait, depuis 1964 et son titre olympique, acquis la reconnaissance que n'a pas eue Ruska. En outre, son palmarès est également riche de deux titres mondiaux et sept couronnes européennes.

## Palmarès

### Jeux olympiques
- Jeux olympiques de 1972 à Munich (Allemagne de l'Ouest) :
  -  Médaille d'or dans la catégorie des poids lourd (+93 kg).
  -  Médaille d'or en toutes catégories.

### Championnats du monde
- Championnats du monde 1967 à Salt Lake City (États-Unis) :
  -  Médaille d'or dans la catégorie des poids lourd (+93 kg).
- Championnats du monde 1969 à Mexico (Mexique) :
  -  Médaille d'argent en toutes catégories.
- Championnats du monde 1971 à Ludwigshafen (Allemagne de l'Ouest) :
  -  Médaille d'or dans la catégorie des poids lourd (+93 kg).

### Championnats d'Europe
- Championnats d'Europe 1966 à Luxembourg (Luxembourg) :
  -  Médaille d'or dans la catégorie des poids lourd (+93 kg).
- Championnats d'Europe 1967 à Rome (Italie) :
  -  Médaille d'or dans la catégorie des poids lourd (+93 kg).
  -  Médaille de bronze en toutes catégories.
- Championnats d'Europe 1969 à Ostende (Belgique) :
  -  Médaille d'or dans la catégorie des poids lourd (+93 kg).
  -  Médaille d'or en toutes catégories.
- Championnats d'Europe 1970 à Berlin-Est (Allemagne de l'Est) :
  -  Médaille d'argent dans la catégorie des poids lourd (+93 kg).
  -  Médaille d'argent en toutes catégories.
- Championnats d'Europe 1971 à Göteborg (Suède) :
  -  Médaille d'or dans la catégorie des poids lourd (+93 kg).
- Championnats d'Europe 1972 à Voorburg (Pays-Bas) :
  -  Médaille d'or dans la catégorie des poids lourd (+93 kg).
  -  Médaille d'or en toutes catégories.